# CSA (società di database)
La Cambridge Scientific Abstracts (CSA) era una divisione del Cambridge Information Group e un fornitore di database online, con sede a Bethesda, nel Maryland, prima della sua fusione con ProQuest, azienda con sede ad Ann Arbor, nel Michigan. CSA ospitava database di abstract e sviluppava sistemi di indicizzazione tassonomica per articoli accademici. I database erano ospitati sulla piattaforma CSA Illumina ed erano disponibili oltre a prodotti aggiuntivi come CSA Illustrata (indicizzazione di tabelle e figure).
La società produceva numerosi database bibliografici in diversi campi, tra cui discipline artistiche e umanistiche, scienze naturali, sociali e tecnologia. La copertura comprendeva aree come scienze dei materiali, scienze ambientali e gestione dell'inquinamento, scienze biologiche, scienze acquatiche e pesca, biotecnologia, ingegneria, informatica, sociologia, linguistica e altre aree disciplinari.

## Aluminium Industry Abstracts
Aluminium Industry Abstracts (AIA), precedentemente nota come World Aluminum Abstracts (WAA), era una banca dati bibliografica specializzata. La sua copertura tematica all'interno della letteratura tecnica includeva l'alluminio, i relativi processi di produzione, i prodotti derivati e gli aspetti economici e commerciali del settore. Le fonti indicizzate comprendevano periodici, relazioni tecniche, atti di conferenze, brevetti, riviste specializzate, comunicati stampa e libri.
Nello specifico, gli argomenti trattati da questo database comprendevano l'intera filiera dell'industria dell'alluminio (inclusi gli usi finali del metallo), i composti intermetallici a base di alluminio, informazioni commerciali, proprietà dei materiali e relativi test ingegneristici, metallurgia estrattiva (dai minerali ai processi di estrazione), fusione (smelting), colata (casting) e tecniche di fonderia, lavorazione dei metalli, ingegneria metallurgica, brevetti inerenti al settore e controllo qualità.

## Ceramic Abstracts
CSA pubblicava Ceramic Abstracts / World Ceramics Abstracts in collaborazione con CERAM Research Ltd. Questa banca dati bibliografica è dedicata all'industria ceramica e copre la letteratura globale relativa alla produzione, lavorazione, applicazione, proprietà e collaudo delle ceramiche, sia tradizionali che avanzate. Il database indicizza il contenuto proveniente da oltre 3000 fonti pubblicate (periodici, atti di conferenze, report, monografie, ecc.) appartenenti alla letteratura scientifica e tecnica.
La copertura temporale principale va dal 1975 ad oggi, sebbene siano presenti record indicizzati risalenti fino al 1971. L'aggiornamento della banca dati è mensile e aggiunge circa 15.000 nuovi record ogni anno, portando la sua dimensione complessiva a oltre 454.000 record. Gli equivalenti cartacei sono le pubblicazioni World Ceramics Abstracts e Ceramic Abstracts.

## Civil Engineering Abstracts
CSA/ASCE Civil Engineering Abstracts è una banca dati bibliografica che indicizza e fornisce abstract della letteratura tecnica mondiale nel campo dell'ingegneria civile. L'indicizzazione si estende anche a campi complementari quali ingegneria forense, gestione e marketing dei servizi di ingegneria, formazione ingegneristica, ingegneria meccanica, dinamica teorica e studi computazionali.  Le fonti indicizzate includono pubblicazioni sia seriali sia non seriali. Il database indicizza oltre 3000 fonti, tra cui libri, atti di conferenze, riviste specializzate, riviste scientifiche, brevetti, rapporti governativi, dissertazioni e monografie. L'indicizzazione, basata su un vocabolario controllato di circa 12.500 termini, include anche metadati quali riferimenti citati, indirizzo e-mail dell'autore corrispondente e informazioni di contatto dell'editore.
La dimensione del database superava 1.372.711 record (dato di luglio 2010). L'aggiornamento è mensile, con circa 40.000 nuovi record aggiunti ogni anno. La copertura temporale si estende dal 1966 ad oggi.

## Computer and Information Systems Abstracts
Questa banca dati offre una copertura globale della ricerca e delle applicazioni nel campo dell'informatica e della tecnologia dell'informazione, con aggiornamenti mensili. Le fonti indicizzate includono periodici, atti di conferenze, relazioni tecniche, riviste specializzate (compresi articoli da newsletter), brevetti, libri e comunicati stampa, coprendo anche pubblicazioni non seriali. Gli argomenti trattati comprendono l'intelligenza artificiale, le applicazioni informatiche, la programmazione informatica, l'organizzazione dei sistemi informatici, l'hardware, i sistemi informatici, la matematica dell'informatica e l'ingegneria del software.

## Earthquake Engineering Abstracts
L'obiettivo principale di Earthquake Engineering Abstracts (EEA) è fornire copertura bibliografica sull'ingegneria sismica e sulla mitigazione del rischio sismico. Questa banca dati conteneva (al momento della rilevazione citata) oltre 181.380 record (costituiti da citazioni complete e abstract). Il contenuto deriva da diverse tipologie di fonti, tra cui: oltre 52.000 record relativi ad articoli tratti da importanti riviste di ricerca nel campo dell'ingegneria sismica; più di 40.000 abstract da atti di conferenze (compresi quelli dei principali convegni di settore); e oltre 22.000 abstract relativi a monografie di ricerca e relazioni tecniche. Le fonti indicizzate comprendono complessivamente oltre 3.000 titoli, tra cui periodici, atti di conferenze, relazioni tecniche, articoli da riviste, newsletter, brevetti, libri e comunicati stampa. La copertura temporale si estende dal 1971 ad oggi.

## Electronics and Communications Abstracts
Electronics and Communications Abstracts è una banca dati bibliografica che indicizza la letteratura scientifica e tecnica nei campi dell'ingegneria elettronica e delle comunicazioni. Le principali aree tematiche trattate includono teoria dei circuiti, componenti elettronici e materiali, sistemi di controllo, sistemi di alimentazione, telecomunicazioni e fotonica, coprendo aspetti teorici, sperimentali, relativi ai materiali, alle attrezzature e alle applicazioni.
La copertura temporale si estende principalmente dal 1981 ad oggi, sebbene il record più antico indicizzato risalga al 1961; oltre la metà dei record è successiva al 1994. Le fonti indicizzate includono periodici, atti di conferenze, relazioni tecniche, articoli da riviste e newsletter, brevetti, libri e comunicati stampa. Il database viene aggiornato mensilmente con l'aggiunta di circa 25.000 nuovi record all'anno. A giugno 2013, conteneva complessivamente oltre 1.733.000 record.

## Engineered Materials Abstracts
Engineered Materials Abstracts, istituito nel 1986, è una banca dati bibliografica che offre una copertura specialistica su polimeri, ceramiche e materiali compositi, compresi materiali complessi e avanzati. La banca dati indicizza anche la letteratura relativa ai processi che coinvolgono questi materiali, come la ricerca scientifica, le tecniche di fabbricazione, le proprietà e le applicazioni. Il database presenta anche sottofile specifici dedicati a ceramica, compositi e polimeri.
Il database indicizza il contenuto proveniente da oltre 3.000 fonti pubblicate pertinenti (riviste scientifiche, atti di conferenze, report, ecc.). La copertura temporale principale va dal 1986 ad oggi, sebbene il record più antico indicizzato risalga al 1953. Circa il 50% dei record ha date di pubblicazione dal 1993 in poi. Il database viene aggiornato mensilmente, con l'aggiunta di circa 20.000 nuovi record ogni anno. A giugno 2010, la sua dimensione superava i 796.357 record.

### Advanced Polymers Abstracts
Essendo un sottoinsieme (subfile) di Engineered Materials Abstracts, Advanced Polymers Abstracts si concentra specificamente sulle informazioni tecniche relative agli usi, alla produzione e alle proprietà di resine termoindurenti e termoplastiche. Questi materiali sono spesso impiegati in alternativa ai metalli come materiali strutturali. L'ampia copertura tematica comprende stampaggio, elastomeri termoplastici, estrusione, sviluppo di nuovi materiali, miscele polimeriche, tecniche di giunzione e incollaggio, sintesi polimerica, PVC, struttura delle catene polimeriche, test delle prestazioni, compounding e lavorazione delle materie plastiche per iniezione.

## Environmental Sciences & Pollution Management
Questa banca dati fornisce abstract e copertura bibliografica completa della letteratura scientifica e tecnica mondiale relativa alle scienze ambientali e alla gestione dell'inquinamento. Il database può includere link per l'accesso diretto agli articoli completi disponibili in formato elettronico. Indicizza il contenuto proveniente da oltre 10.000 fonti pertinenti (riviste scientifiche, atti di conferenze, report, ecc.). La copertura temporale va dal 1967 ad oggi. Il database viene aggiornato mensilmente, con l'aggiunta di circa 6.000 nuovi record. A giugno 2010, la sua dimensione superava i 3.366.269 record.
La copertura tematica include: inquinamento atmosferico, marino e delle acque dolci; rilevamento, monitoraggio e analisi dell'inquinamento; effetti degli sversamenti di petrolio; inquinamento da fonti puntuali e non puntuali; sistemi di fognatura e trattamento delle acque reflue; smaltimento dei fanghi industriali e municipali; gestione dei rifiuti (compresi quelli pericolosi); tossicologia dei pesticidi; contaminazione da metalli pesanti; impatto dei prodotti chimici agricoli; valutazione del rischio ambientale e interventi di bonifica. Le fonti indicizzate comprendono articoli di riviste, atti di conferenze, libri e pubblicazioni governative.
"Environmental Sciences & Pollution Management" comprende dodici database bibliografici (o sotto-file), consultabili anche singolarmente. Questi sono:
- Aquatic Pollution and Environmental Quality (ASFA 3) (Inquinamento Acquatico e Qualità Ambientale)
- Bacteriology Abstracts (Microbiology B) (Abstract di Batteriologia)
- Biotechnology Research Abstracts (Abstract sulla Ricerca in Biotecnologia)
- Ecology Abstracts (Abstract di Ecologia)
- Environmental Engineering Abstracts (Abstract di Ingegneria Ambientale)
- Health and Safety Science Abstracts (Abstract su Salute e Sicurezza)
- Industrial and Applied Microbiology (Microbiology A) (Microbiologia Industriale e Applicata)
- Pollution Abstracts (Abstract sull'Inquinamento)
- Risk Abstracts (Abstract sul Rischio)
- Sustainability Science Abstracts (Abstract di Scienza della Sostenibilità)
- Toxicology Abstracts (Abstract di Tossicologia)
- Water Resources Abstracts (Abstract sulle Risorse Idriche)

### Environmental Engineering Abstracts
Environmental Engineering Abstracts offre abstract e una copertura bibliografica esaustiva della letteratura mondiale riguardante gli aspetti tecnologici e ingegneristici relativi a qualità dell'aria e dell'acqua, sicurezza ambientale e produzione di energia. La copertura per argomenti generali include la letteratura pertinente nei settori di miniere e attrezzature di cava, centrali nucleari, energia termoelettrica, energia mareomotrice ed eolica, trattamento delle acque reflue e dei rifiuti industriali, includendo inoltre l'analisi dell'acqua e le tecniche di trattamento. Vengono indicizzate e inclusi abstract da 500 riviste primarie, e la letteratura rilevante è integrata da oltre 2.500 fonti aggiuntive, come monografie e atti di conferenze. La copertura temporale dei documenti indicizzati va dal 1990 fino ad oggi, sebbene il documento più datato presente nel database sia stato pubblicato nel 1973.

### Environmental Periodicals Bibliography
Environmental Periodicals Bibliography (EPB) è stata fondata nel 1972 dall'Istituto di Studi Ambientali dell'Accademia Internazionale di Santa Barbara. Questo database indicizza oltre 500.000 citazioni relative a tutte le tematiche ambientali, provenienti da riviste scientifiche, tecniche e divulgative. Offre inoltre una copertura completa di 500 riviste. Le citazioni sono organizzate per titolo di rivista ed editore e, quando disponibili, sono forniti i collegamenti alle rispettive citazioni. CSA Illumina funge da piattaforma di accesso web e il database è disponibile anche in formato CD-ROM.

## Health and Safety Science Abstracts
Il database è prodotto da ProQuest - CSA Illumina e dalla University of Southern California. Questo database include la letteratura relativa a salute pubblica, sicurezza e igiene sul lavoro. Include anche rischi, pericoli e soluzioni plausibili che interessano le persone. La copertura include sicurezza aerea, sicurezza aerospaziale, sicurezza ambientale, sicurezza nucleare, sicurezza medica, sicurezza sul lavoro, ergonomia, inquinamento, smaltimento dei rifiuti, radiazioni, pesticidi, epidemie "e innumerevoli altri fenomeni che possono minacciare il pubblico, l'ambiente, o il luogo di lavoro stesso...". Esiste anche una versione cartacea equivalente, intitolata "Health and Safety Science Abstracts (1981 - 2003)".

## CSA High Technology Research Database with Aerospace
CSA High Technology Research Database è un importante database specializzato nell'estrazione, indicizzazione e categorizzazione di letteratura scientifica e tecnica, integrato nella piattaforma CSA Illumina. È considerato l'equivalente online di International Aerospace Abstracts (IAA) e di Scientific and Technical Aerospace Reports (STAR, 1962-1993). IAA e STAR sono considerate le controparti cartacee di questo database.
Comprende quattro sottosezioni:
- Aerospace and High Technology Database (Database Aerospaziale e Alta Tecnologia)
- Computer and Information Systems Abstracts (Abstract di Sistemi Informatici e Computer)
- Electronics and Communications Abstracts (Abstract di Elettronica e Comunicazioni)
- Solid State and Superconductivity Abstracts (Abstract di Stato Solido e Superconduttività)

Il database copre la teoria, la sperimentazione, le applicazioni, le tecnologie emergenti e le aziende attive nel campo delle scienze spaziali (incluse aeronautica e astronautica), dell'informatica e della tecnologia dell'informazione, dei materiali a stato solido (compresi i dispositivi a stato solido), delle comunicazioni, delle geoscienze chimiche e, infine, dell'elettronica. La copertura di ricerca, applicazioni e sviluppo si estende a oltre 40 paesi, tra cui il Giappone e le nazioni dell'Europa orientale.
Sono disponibili oltre 10,7 milioni di documenti (dato di febbraio 2011), con un aggiornamento mensile di circa 100.000 documenti e una copertura temporale che va dal 1962 a oggi. L'indicizzazione avviene tramite riferimenti, abstract e 40.000 termini di vocabolario controllato.

### Aerospace & High Technology Database
L'Aerospace & High Technology Database è un database bibliografico che copre le scienze spaziali, l'aeronautica e l'astronautica. Questo database fornisce anche l'accesso a discipline complementari come l'elettronica, la chimica, la fisica, la geo-scienza e le comunicazioni. L'equivalente cartaceo è International Aerospace Abstracts (IAA) e Scientific and Technical Aerospace Reports (STAR dal 1986 al 1993).
L'Aerospace & High Technology Database è stato pubblicato in due pubblicazioni cartacee, International Aerospace Abstracs (IAA) e Scientific and Technical Reports (STAR) Index. Questi sono stati poi incorporati nell'Aerospace Database, prodotto dall'American Institute of Aeronautics and Astronautics.

#### International Aerospace Abstracts
L'International Aerospace Abstracts è stato pubblicato dal Technical Information Service dell'American Institute of Aeronautics and Astronautics, con ISSN 0020-5842. Altri autori precedenti erano la National Aeronautics and Space Administration (NASA) e l'Institute of Aerospace Sciences. È stato pubblicato alternativamente con il Scientific and Technical Aerospace Reports nel 1963. International Aerospace Abstracts faceva parte della sezione International Aeronautical Abstracts della pubblicazione dal titolo Aerospace Engineering (ISSN 0096-669X).

#### Scientific and Technical Aerospace Reports
Secondo il sito web della NASA: a partire da maggio 2011, i rapporti aerospaziali scientifici e tecnici (Scientific and Technical Aerospace Reports - STAR) sono stati soppressi, insieme ad altri prodotti di informazione scientifica e tecnica della NASA.
Scientific and Technical Aerospace Reports (STAR) è una risorsa informativa che elenca citazioni e abstract della NASA e informazioni scientifiche e tecniche (STI) relative al settore aerospaziale. Aggiornato con cadenza bisettimanale, STAR mette in evidenza le più recenti aggiunte al database aeronautico e spaziale della NASA. Attraverso questa risorsa, il programma STI della NASA fornisce un accesso tempestivo ai risultati più aggiornati della ricerca e sviluppo (R&S) in ambito aerospaziale.
La copertura tematica di STAR include tutti gli aspetti dell'aeronautica e della ricerca e sviluppo spaziali, supportando la ricerca di base e applicata, le applicazioni pratiche, nonché gli aspetti aerospaziali relativi alle risorse della Terra, allo sviluppo energetico, alla conservazione, all'oceanografia, alla protezione ambientale, ai trasporti urbani e ad altri argomenti di rilevanza nazionale. Le citazioni sono organizzate primariamente in 11 divisioni tematiche, e successivamente, all'interno di queste divisioni, in 76 categorie di argomenti, includendo inoltre due indici: per soggetto e per autore.

### Solid State and Superconductivity Abstracts
Solid State and Superconductivity Abstracts (ISSN 0896-5900) offre una copertura internazionale online che comprende tutti gli aspetti teorici, produttivi e applicativi dei materiali e dei dispositivi allo stato solido. Sono incluse le tecnologie della superconduttività sia ad alta che a bassa temperatura. La copertura temporale va dal 1981 a oggi, sebbene il documento più datato presente nel database risalga al 1970. Circa il 50% del database contiene documenti pubblicati a partire dal 1992. L'aggiornamento del database è mensile, con l'aggiunta di circa 40.000 nuovi documenti ogni anno. A giugno 2010, Solid State and Superconductivity Abstracts contava oltre 967.000 documenti. Esiste una pubblicazione cartacea equivalente con lo stesso nome.

## Mechanical Engineering Abstracts
Mechanical Engineering Abstracts rappresenta la continuazione di "ISMEC Bulletin" (vol. 1, n. 1, 10 luglio 1973) (ISSN 0306-0039), pubblicazione che sembra essere cessata con questo titolo nel dicembre 1987 (vol. 20, n. 6). L'ISMEC Bulletin era edito da Cambridge Scientific Abstracts. Attualmente, Mechanical Engineering Abstracts è noto anche come "ISMEC, Mechanical Engineering Abstracts", e talvolta come "Information service in Mechanical Engineering Bulletin".
La copertura temporale di Mechanical Engineering Abstracts si estende dal 1981 al 2002. Informazioni più recenti, successive a tale periodo, non sono incluse in questo database, ma sono reperibili nel Mechanical & Transportation Engineering Abstracts (si veda la sezione successiva). A maggio 2010, il database contava oltre 215.700 documenti.
Ei Compendex partecipa come co-editore a questo database di portata globale. L'ampia copertura tematica include aspetti teorici e applicativi dell'ingegneria meccanica, dell'ingegneria gestionale e dell'ingegneria della produzione. Le tipologie di documenti indicizzati comprendono riviste scientifiche, articoli, atti di conferenze, metodologie, sviluppi e conclusioni, inclusi i risultati della ricerca. Il pubblico di riferimento è costituito da specialisti, ricercatori e ingegneri.
La copertura tematica si estende a tutti gli aspetti dell'ingegneria meccanica. Tra gli altri argomenti trattati in questo database si annoverano l'ingegneria aerospaziale, l'ingegneria automobilistica, l'architettura navale e l'ingegneria navale, l'ingegneria ferroviaria e la movimentazione dei materiali. Anche la tecnologia nucleare rientra nell'ambito di questo database, includendo aree come la fluidodinamica, l'idraulica, la pneumatica e la tecnologia del vuoto. Le aree del calore e della termodinamica comprendono i forni industriali, il riscaldamento di processo, il riscaldamento ambientale, la climatizzazione, la refrigerazione e la criogenia.
- ISMEC, Mechanical Engineering Abstracts[31] (ISSN 0896-7113) (OCLC 17274450) (LCCN 88-647447)

## Mechanical & Transportation Engineering Abstracts
Mechanical & Transportation Engineering Abstracts offre citazioni, abstract e indicizzazione della letteratura specialistica nei campi dell'ingegneria meccanica e dei trasporti, e in altre discipline ingegneristiche affini. Questo database indicizza oltre 3.000 pubblicazioni pertinenti di carattere scientifico. La copertura temporale spazia dal 1966 fino ad oggi. Benché il documento più antico risalga al 1895, circa il 50% dei documenti indicizzati è stato pubblicato dal 1988 in poi. L'aggiornamento avviene mensilmente, con l'aggiunta di circa 40.000 nuovi documenti all'anno."

## METADEX
METADEX è il corrispettivo dei database Metals Abstracts, Metals Abstracts Index e Alloys Index. Si concentra sulla copertura di tutti gli argomenti relativi ai metalli e alle leghe, quali proprietà, produzione, applicazioni e sviluppo. Fondato nel 1966, METADEX contiene attualmente oltre 1.425.000 riferimenti. Inoltre, il database indicizza oltre 3.000 pubblicazioni scientifiche pertinenti. La copertura temporale spazia dal 1966 circa ad oggi. Benché il documento più antico risalga al 1939, circa il 50% dei documenti indicizzati è stato pubblicato dal 1986 in poi. L'aggiornamento è mensile, con l'aggiunta di circa 45.000 nuovi documenti all'anno. A giugno 2010, il database contava oltre 7.058.162 documenti."

### CSA Materials Research Database with METADEX
CSA Materials Research Database with METADEX raccoglie importanti banche dati sulle scienze dei materiali. Offre contenuti specialistici attinti dalle discipline scientifiche di materiali, metallurgia, ceramica, polimeri e materiali compositi, pertinenti alle applicazioni ingegneristiche. La copertura approfondita include i processi industriali per tutti i metalli, le leghe, i polimeri, la ceramica e i materiali compositi. Nello specifico, la copertura delle materie prime include la lavorazione e la raffinazione. La copertura della catena di lavorazione si estende alla saldatura e alla fabbricazione per usi finali. Sono inoltre trattate le prestazioni, la corrosione e il riciclo di metalli, leghe, polimeri, ceramiche e materiali compositi. Inoltre, il database indicizza oltre 3.000 pubblicazioni scientifiche pertinenti."
Questo database comprende quanto segue:
- Aluminium Industry Abstracts (Abstracts dell'Industria dell'Alluminio)
- Ceramic Abstracts/World Ceramics Abstracts (Abstracts sulla Ceramica / World Ceramics Abstracts)
- Copper Technical Reference Library (Biblioteca Tecnica di Riferimento sul Rame)
- Corrosion Abstracts (Abstracts sulla Corrosione)
- Engineered Materials Abstracts (Abstracts sui Materiali Ingegnerizzati)
- Materials Business File (File Commerciale sui Materiali)
- METADEX

## CSA Sociological Abstracts
CSA Sociological Abstracts (SocioAbs) è una risorsa bibliografica autorevole e affidabile che indicizza e fornisce citazioni e abstract della letteratura scientifica in sociologia e discipline affini, nell'ambito delle scienze sociali e comportamentali. Nello specifico, il database indicizza abstract di articoli da riviste accademiche, libri, capitoli di libri, dissertazioni, atti di conferenze e citazioni di recensioni librarie, attingendo a quasi 2.000 pubblicazioni seriali. Il database è stato ampliato per includere l'accesso agli archivi completi delle versioni cartacee di Sociological Abstracts, a partire dal 1952 fino ad oggi. L'aggiornamento di questo database è mensile, con l'aggiunta di circa 30.000 documenti all'anno, e la sua dimensione complessiva supera i 913.900 documenti. I temi trattati includono: cultura, struttura sociale, demografia, biologia umana, problematiche ambientali dello sviluppo economico, condizioni di vita familiare, assistenza sociale, sanità, medicina e diritto. Sono inoltre inclusi argomenti appartenenti all'intero spettro sociologico, come sviluppo, differenziazione, arte, economia, istruzione, abuso di sostanze, dipendenza e studi di genere.

## CSA Technology Research Database
Il CSA Technology Research Database è una piattaforma bibliografica con aggiornamento mensile e copertura temporale dal 1962 ad oggi. Essa combina diversi database secondari: il Materials Research Database with METADEX, il CSA High Technology Research Database with Aerospace e il CSA Engineering Research Database. I formati documentali inclusi sono periodici, atti di conferenze, rapporti tecnici, articoli di riviste commerciali, articoli di newsletter, brevetti, libri e comunicati stampa. 
La copertura tematica abbraccia le discipline scientifiche e tecnologiche, includendo la letteratura scientifica sui materiali, l'aerospazio, l'edilizia, l'ingegneria meccanica, l'ingegneria elettrica e le scienze dell'informazione. Questo database indicizza oltre 17,5 milioni di documenti.